# Альвера, Ренцо
Ренцо Альвера (итал. Renzo Alverà, 17 января 1933, Кортина-д’Ампеццо, Венеция — 17 марта 2005, там же) — итальянский бобслеист, разгоняющий, выступавший за сборную Италии в середине 1950-х — начале 1960-х годов. Дважды серебряный призёр зимних Олимпийских игр 1956 года в Кортина-д’Ампеццо, многократный чемпион мира.

## Биография
Ренцо Альвера родился 17 января 1933 года в городе Кортина-д’Ампеццо, горнолыжном курорте с санно-бобслейной трассой, поэтому его спортивная карьера была предрешена — он с детства занимался бобслеем, без проблем прошёл отбор в национальную сборную Италии. Выступая в паре с перспективным пилотом Эудженио Монти, добился неплохих результатов, благодаря чему удостоился права защищать честь страны на Олимпийских играх 1956 года в родном же Кортина-д’Ампеццо. Им удалось взять серебро как в двойках, так и в четвёрках, при этом четырёхместный экипаж разгоняли также бобслеисты Ульрико Джирарди и Ренато Мочеллини.
Олимпиада стала в своём роде отправной точкой в карьере Альверы, подтвердив свой талант медалями, он приобрёл широкую известность и стал одним из лидеров сборной. Так, на чемпионате мира 1957 года в швейцарском Санкт-Морице он завоевал серебро в четвёрках и золото в двойках, годом спустя в Гармиш-Партенкирхене защитил звание лучшего разгоняющего среди всех двухместных экипажей, через год в третий раз удостоился звания чемпиона мира. На мировом первенстве 1960 года в Кортина-д’Ампеццо, выступая на своей любимой трассе, одержал победу сразу в двух дисциплинах. Последними результативными соревнованиями для него оказался чемпионат мира 1961 года в американском Лейк-Плэсиде, на котором он финишировал первым в программе четырёхместных экипажей и пополнил медальную коллекцию ещё одной золотой наградой.
На тот момент ему было всего лишь 28 лет, но конкуренция в сборной сильно возросла, поэтому сразу после этих соревнований Ренцо Альвера принял решение завершить карьеру профессионального спортсмена, уступив место молодым итальянским разгоняющим. Умер 17 марта 2005 года в своём родном городе Кортина-д’Ампеццо.